# Casa da Portela
A Casa da Portela, também conhecida como Casa do Comendador,[carece de fontes?] é um palacete localizado na freguesia de Paços de Brandão, no município de Santa Maria da Feira, distrito de Aveiro, em Portugal.
É uma residência senhorial situada em Paços de Brandão, no concelho de Santa Maria da Feira, Portugal. O edifício destaca-se pela sua arquitetura setecentista e pelo papel histórico que desempenhou na comunidade local.[carece de fontes?]
A Casa da Portela encontra-se classificada como Imóvel de Interesse Público desde 1982.

## Arquitetura
O edifício apresenta:
- Planta retangular: Com dois pisos.
- Fachada principal: Decorada com numerosas janelas de verga curva e um portal armoriado.
- Jardins: Envolvem a casa, característicos das propriedades nobres do período.[3]